# Franz Eckl
Franz Eckl (* 11. Jänner 1896; † 19. November 1966) war ein österreichischer Fußballspieler und Fußballtrainer, der in der Zwischenkriegszeit im Nationalteam zum Einsatz kam.

## Vereinskarriere
Eckl entstammte dem Nachwuchs des First Vienna FC 1894, wo er sich in die Kampfmannschaft spielte, ehe seine Karriere durch den Ersten Weltkrieg für vier Jahre unterbrochen wurde. Nach Kriegsende kehrte er zu den Döblingern zurück, wo er bis 1922 tätig war, abgesehen von einem mehrmonatigen Abstecher in den deutsch-böhmischen Fußball im Sommer 1919, als er für den DFK Aussig spielte. Bei der Vienna wurde Eckl in erster Linie als linker Flügelstürmer eingesetzt und konnte mit dem Verein nach dem Aufstieg in die höchste Spielklasse  dreimal in Folge den Klassenerhalt erreichen.
1922 wechselte er zum Zweitligisten SK Slovan Wien, wo auf Anhieb der Aufstieg in die höchste Spielklasse geschafft wurde. Während sich die Favoritner zunächst in den unteren Tabellenregionen bewegten, konnte die Mannschaft 1924 das Finale im ÖFB-Cup erreichen, wo sie dem Wiener Amateur SV erst in der Verlängerung mit 6:8 unterlag. Eckl spielte bei Slovan in einer Sturmreihe mit Rudolf Hanel und Antonín Bulla und erreichte 1926 mit dem sechsten Platz das beste Endergebnis in der Vereinsgeschichte. Danach kehrte er für eine halbe Saison zur Vienna zurück, spielte aber schon im Frühjahr wieder bei Slovan. Ende 1928 verließ er den Tschechenverein endgültig und schloss sich dem Erstligaaufsteiger SC Nicholson Wien an, wo er zwei Jahre lang neben Georg Waitz stürmte.
Anfang 1931 wechselte Eckl gemeinsam mit Ferdinand Wesely zum FC St. Gallen in die Schweiz. Während Wesely schon bald nach Basel weiterzog, blieb Eckl, der zeitweise auch als Spielertrainer tätig war, längerfristig beim Verein, auch als 1932 der Abstieg in die Zweitklassigkeit erfolgte. 1935 kehrte er mit den Ostschweizern schließlich in die höchste Spielklasse zurück, wo er auch seine aktive Karriere beendete.

## Nationalmannschaft
Nachdem Eckl während seines Abstechers nach Aussig zu einem Einsatz in der Auswahl des deutsch-böhmischen Verbandes gekommen war, wurde er schon kurz nach seiner Rückkehr nach Wien erstmals in der Nationalmannschaft eingesetzt, als er im November 1919 bei einem 2:3 gegen Ungarn am linken Flügel spielte. Auf Grund der Konkurrenz auf seiner Stammposition durch Wesely und Gustav Wieser brachte er es jedoch nicht zum Stammspieler, seine Einsätze in der Nationaldress erfolgten daher in den nächsten Jahren nur sporadisch. Sein einziges Tor erzielte er im Mai 1926 bei einem 3:0 gegen Ungarn, ehe er 1928 gegen Belgien sein siebentes und letztes Spiel für Österreich bestritt. Daneben kam er auch zweimal in der B-Auswahl und siebenmal im Wiener Städteteam zum Einsatz.

## Trainerkarriere
Schon während seiner aktiven Zeit in St. Gallen hatte Eckl erste Trainererfahrungen gemacht und er betreute nach Ende seiner Spielerkarriere zunächst den FC Zürich. 1937 kehrte er nach Wien zurück, wo er Trainer des SC Austro Fiat wurde und den Werksverein in die höchste Spielklasse führte.

## Erfolge
- 1 × ÖFB-Cupfinale: 1924
- 3 × österreichischer Zweitligameister: 1919, 1923 (als Spieler), 1938 (als Trainer)
- 1 × Schweizer Zweitligameister: 1935
- 7 Spiele und 1 Tor für die österreichische Fußballnationalmannschaft: 1919–1928

| Personendaten    | Personendaten                                |
| ---------------- | -------------------------------------------- |
| NAME             | Eckl, Franz                                  |
| KURZBESCHREIBUNG | österreichischer Fußballspieler und -trainer |
| GEBURTSDATUM     | 11. Januar 1896                              |
| STERBEDATUM      | 19. November 1966                            |